# Miossens-Lanusse
Miossens-Lanusse är en kommun i departementet Pyrénées-Atlantiques i regionen Nouvelle-Aquitaine i sydvästra Frankrike. Kommunen ligger i kantonen Thèze som tillhör arrondissementet Pau. År 2022 hade Miossens-Lanusse 281 invånare.

## Befolkningsutveckling
Antalet invånare i kommunen Miossens-Lanusse
| Referens: INSEE |